# Cvičky
Cvičky jsou lehká cvičební obuv, původně vyráběná firmou Baťa ve Zlíně. Do značné míry přejímají design klasické japonské obuvi známé pod názvem Uwabaki.
V období komunismu v ČSSR byly ponejvíce součástí cvičebních úborů pro spartakiádu. Pro tuto součást ženského a dívčího kompletu nazvaného Jarmila se pro verzi s gumou přes nárt zavedla přezdívka jarmilky. Chlapecká verze měla nárt s rozparkem s tkaničkami podložený jazykem jako u jiné sportovní obuvi, jako jsou rovněž látkové, ale pevnější kecky, polokecky nebo kožené botasky. Ještě jiná verze měla rozparky po stranách s plochými gumami.
Vyrábí se jako poměrně tenká litá gumová podrážka krytá textilem se svrškem z pevného plátna, zpravidla jsou celé bílé, málokdy vybarvené jinými pastelovými barvami – např. žluté či modré.
V současnosti se ještě užívají a prodávají jarmilky a chlapecká verze se považuje za vyšlou z módy. Přitom měla velmi široké užití pro letní měsíce za každého počasí.
Dále se termínem cvičky označuje lehká obuv pro gymnastiku nebo tanec – gymnastické cvičky (kožené, z imitace kůže nebo textilní, s gumou přes nárt i bez), pro 
balet (tzv. piškoty) nebo pro speciální použití (skoky na trampolíně, irský lidový tanec, voltiž, orientální tance atd.).